# ギー1世 (ブロワ伯)
ギー1世・ド・ブロワ＝シャティヨン（フランス語：Guy I de Blois-Châtillon, ? - 1342年8月12日）は、ブロワ伯およびアヴェーヌ領主（在位：1307年 - 1342年）。ユーグ2世とベアトリス・ド・ダンピエール（フランドル伯ギーの娘）の息子。
1310年、ギー1世はヴァロワ伯シャルルの娘マルグリットと結婚した。マルグリットはフランス王フィリップ6世の妹にあたる。マルグリットとの間に3子をもうけた。
- ルイ2世（1315/20年 - 1346年）[1] - ブロワ伯
- シャルル（1319年 - 1364年）[1] - ブルターニュ女公ジャンヌ・ド・パンティエーヴルと結婚[2]。ブルターニュ継承戦争においてフランス軍とともにモンフォール家やイングランド軍と争った[3]。
- マリー（1323年 - 1363年） - 1334年にロレーヌ公ラウルと結婚[4]、後にライニンゲン＝ダグスブルク伯フリードリヒ7世と再婚。

ギー1世は1315年にフランドル伯ロベール3世に対するフランス王ルイ10世の遠征に従った。また、百年戦争にも参加した。